# 摩根城 (肯塔基州)
摩根城（英語：Morgantown），是美国肯塔基州巴特勒縣的縣城。建立于1811年，面积约为6.2平方公里（2.4平方英里）。根据2010年美国人口普查，该市的人口为2,394人。